# Teddycam
Unter einer TeddyCam versteht man ein System verdeckter Überwachungstechnik in der Gestalt eines Teddybären.

## Technik
In dem äußerlich typischen Teddybären ist eine Videokamera und meist auch ein Mikrofon verborgen. Das Mikrofon und die Antenne sind innerhalb des Stofftieres untergebracht, die Kamera in die Nase oder die Augen integriert. Die Signalübertragung erfolgt kabellos im Frequenzbereich von 2,4 GHz. Die mögliche Reichweite des Systems liegt in Gebäuden bei bis zu 100 Metern. Die Empfänger bieten häufig die Möglichkeit bis zu fünf verschiedene Signale zu verarbeiten.

## Rechtslage
In Deutschland gelten Teddycams als Sendeanlagen im Sinne des Telekommunikationsgesetzes (TKG). Das Telekommunikationsgesetz verbietet es, „Sendeanlagen zu besitzen, herzustellen, zu vertreiben, einzuführen […], die ihrer Form nach einen anderen Gegenstand vortäuschen oder die mit Gegenständen des täglichen Gebrauchs verkleidet sind und auf Grund dieser Umstände in besonderer Weise geeignet sind, das nicht öffentlich gesprochene Wort eines anderen von diesem unbemerkt abzuhören oder das Bild eines anderen von diesem unbemerkt aufzunehmen“ (§ 90 Abs. 1 TKG). Bereits der bloße Besitz einer Teddycam ist daher verboten. Wer bewusst gegen dieses Verbot verstößt, wird mit Freiheitsstrafe bis zu zwei Jahren oder Geldstrafe bestraft (§ 148 Abs. 1 TKG).

### Kritik
Der Paragraf ist seit der Einführung von Smartphones nicht unumstritten. Diese haben durch die eingebauten unscheinbaren Kameras ebenfalls die Möglichkeit, Video und Audio über Mobilfunk zu übertragen.

## Einsatz
Entsprechende Systeme werden zur Überwachung von Babys und Kleinkindern beworben und über das Internet vertrieben.
Nachdem im Frühjahr 2006 ein Homeshopping-Kanal entsprechende Systeme vertrieben hatte, forderte dieser im vierten Quartal die Käufer auf, diese gegen Erstattung des Kaufpreises zurückzusenden. Rund 90 Prozent der Käufer folgten der Aufforderung, gegen die übrigen leitete die Staatsanwaltschaft anhand der Kundenliste des Senders Ermittlungen ein.